# Intoxicação alimentar da Japan Airlines de 1975
Em 3 de fevereiro de 1975, um Boeing 747-200B de Japan Air Lines, proveniente do Aeroporto Internacional de Haneda, localizado em Tóquio, fazendo escala em Anchorage,Aeroporto Internacional Ted Stevens de Anchorage a Copenhague, Aeroporto de Copenhague-Kastrup, com destino para o Aeroporto de Paris-Charles de Gaulle, Paris, na última escala, com 197 passageiros e a comissária de bordo, após ter consumido comida contaminada, foram infectados com Staphylococcus aureus, dos quais 144 pessoas foram hospitalizadas.

## Aeronave e passageiros
O incidente ocorreu a bordo de um Boeing 747, operado por Japan Air Lines. Desconhece-se o número de matrícula da aeronave. No momento do incidente, a Japan Air Lines tinha tanto o 747-100 como o 747-200B em sua frota de longa distância.
O avião transportava 344 passageiros. Desconhece-se o número exato de membros da tripulação, mas o fato de que foram levadas 364 refeições a bordo indica uma tripulação de 20. A maioria dos passageiros no Voo charter eram vendedores japoneses daThe Coca-Cola Company e seus familiares, que tinham ganhado uma viagem a Paris.

## Eventos
O voo partiu do aeroporto Haneda de Tokio e fez uma escala para abastecer combustível no aeroporto internacional de Anchorage, Alasca. Após cruzar o Ártico, estava prevista outra escala para abastecer combustível no aeroporto de Copenhague, antes que o voo continuasse até seu destino final, no aeroporto Charles de Gaulle de Paris.
O avião atingiu o espaço aéreo europeu após um voo sem incidentes, 90 minutos antes da aterrisagem prevista em Copenhague, as comissárias serviram tortillas de presunto para o café da manhã no avião.
Aproximadamente uma hora após o café da manhã, enquanto se aproximavam de Copenhague, 196 passageiros e uma comissária  adoeceram com náuseas, vômitos, diarreia e choques abdominais. 144 deles estavam tão gravemente doentes que requereram hospitalização; 30 estavam em estado crítico. Os outros 53 foram tratados em salas de emergência improvisadas.
Como nenhum dos médicos em Dinamarca falava japonês, e só uns poucos dos passageiros falavam dinamarquês ou inglês com fluência, foi chamado ao hospital o pessoal de fala japonesa dos restaurantes de Copenhague, para que agissem como tradutores.

## Inquérito
A equipe de investigação foi dirigida pelo Dr. Mickey S. Eisenberg, funcionário do Serviço de Saúde Pública dos Estados Unidos, do Departamento de Saúde do Estado de Alaska.
As provas de laboratório de mostras de fez-se e vômitos dos passageiros, bem como de 33 mostras de restos de tortillas de presunto, detectaram "Staphylococcus aureus". Também foram detectadas no presunto concentrações elevadas de toxinas produzidas pelos estafilococos, o que explica o tempo de incubação extremamente curto para os cafés da manhã.

### Contaminação das refeições
O inquérito  começou rastreando os patogênicos até sua origem e centrou-se nas instalações de "International Inflight Catering", uma filial de Japan Airlines com sede em Anchorage, onde havia sido preparada as refeições. Descobriu-se que três cozinheiros prepararam os cafés da manhã, um dos quais tinha lesões infectadas nos dedos indicador e médio de sua mão direita. Descobriu-se que as lesões nos dedos do cozinheiros estavam infectadas com estafilococos. As amostras revelaram idênticas tipos de fagos e resistências aos antibióticos para todas as amostras, o que indica que o cozinheiro foi a fonte da contaminação.>
O avião contava com quatro cozinhas, de onde se serviam 354 refeições, 40 em primeira classe e 108 em cada cozinha do convés principal. Segundo Eisenberg, o cozinheiro suspeito tinha preparado comida para três das quatro cozinhas. Tinha vendado as lesões, mas não as havia comunicado a seu superior, por considerá-las superficiais. Além disso, segundo Eisenberg, a direção não tinha verificado que ele gozasse de boa saúde, apesar de estar obrigada ao fazê-los.
O cozinheiro suspeito havia preparado as 40 tortillas servidas em primeira classe, bem como 72 de 108 para uma das cozinhas do convés principal. Ademais, manejou as 108 tortillas para outra cozinha (as fontes diferem sobre se ele pôs o presunto nestas tortillas ou ambos cozinheiros pegaram as fatias de presunto para as tortillas que prepararam do mesmo recipiente). Portanto, tinha gerido um total de 220 refeições. Segundo a hipótese de Eisenberg, 36 pessoas que comeram numa das cozinhas dianteiras, bem como as 108 que comeram na traseira, comeram alimentos que não estavam contaminados.

### Propagação de patogênicos
Segundo os microbiólogos, podem ser necessários tão somente100 estafilococos para provocar uma intoxicação alimentar. A logística do Cathering a bordo proporcionou as condições ideais para que as bactérias crescessem e liberassem toxinas, que provocam náuseas, vômitos, diarreia e choques abdominales intensos. Ao serem resistentes ao calor, as toxinas não se destroem quando se aquecem as tortillas.
Antes de serem servidas, as refeições  foram armazenaras em temperatura  ambiente na cozinha durante 6 horas, depois foram refrigeradas (ainda que a uma temperatura insuficiente 10 °C (50 °F) graus Celsius (50,0 )) durante 14 horas e meia e depois foram armazenadas nos fornos do avião, novamente sem referigeração, por outras 8 horas. Se os alimentos tivessem-se mantido adequadamente refrigerados desde o momento em que foram preparados, até que se estivessem prontos para ser servidos, o surto não teria ocorrido.
Os médicos dinamarqueses afirmaram que a maioria dos que adoeceram tinha ocupado assentos na parte dianteira do avião, o que coincide com o padrão de distribuição hipotético de Eisenberg das tortillas contaminadas. Os 86% dos que comeram tortillas manipuladas pelo cozinheiro suspeito adoeceram, enquanto nenhum dos que comeram uma das outras tortillas desenvolveu sintomas.

## Consequências
O diretor de Cathering da Japan Air Lines, Kenji Kuwabara, de 52 anos, suicidou-se ao saber que o incidente tinha sido causado por um de seus cozinheiros. Foi a única vítima mortal.
Os pesquisadores enfatizaram que as pessoas com lesões infectadas não devem manipular alimentos e que os alimentos devem ser armazena dos a temperaturas o suficientemente baixas para inibir o crescimento de bactérias.
Foi pura coincidência que o piloto e o primeiro oficial não tivessem comido nenhuma das tortillas contaminadas, já que a companhia aérea não tinha regulamentos sobre as refeições da tripulação. Como os relógios biológicos dos pilotos estavam na hora do Alaska no lugar  de hora europeia, tinham  optado por um jantar de filés no lugar de tortillas; se não o tivessem feito, é possível que não tivessem podido aterrisar o avião de maneira segura. Eisenberg sugeriu que os membros da tripulação da cabine comessem diferentes refeições preparadas por diferentes cozinheiros para evitar que os surtos de intoxicação alimentar incapacitassem toda a tripulação, uma regra implementada posteriormente por muitas companhias aéreas.